# Nehrungskurisch
Nehrungskurisch (nehrungskurisch: kursineeki wahloda, lettisch kursenieku valoda, litauisch kuršininkų kalba) oder Neukurisch (häufiger auf englisch New Curonian) ist eine aussterbende ostbaltische Sprache, die bis nach 1945 auf der Kurischen Nehrung (damals Ostpreußen) von Fischern, den Nehrungskuren, gesprochen wurde.

## Linguistische und sprachgeschichtliche Einordnung
Es handelt sich um einen lettischen Dialekt oder eine eigene Sprache mit starken Einflüssen der litauischen, niederdeutschen und deutschen Sprache.
Entgegen veralteten Hypothesen des 19. Jahrhunderts ist Nehrungskurisch weder ein Überrest der westbaltischen altpreußischen Sprache noch der wahrscheinlich westbaltischen altkurischen Sprache, die beide seit Jahrhunderten nicht mehr gesprochen werden. Stattdessen steht das Nehrungskurische der ostbaltischen lettischen Sprache am nächsten und wird entweder als lettischer Dialekt oder als eigene ostbaltische Sprache klassifiziert.

## Spracheinflüsse in Lexik und Grammatik
Schon Bezzenberger bezeichnete den Wortschatz (Lexik) der Sprache der Einheimischen auf der Kurischen Nehrung, die er „preußische Letten“ nannte, als „teilweise Deutsch, teilweise Lettisch, teilweise Litauisch“. Richard Pietsch (siehe unten) schrieb, dass 60 % des Wortschatzes des Nehrungskurischen aus dem Lettischen kommen, 26 % aus dem Deutschen, zumeist aus dem Niederdeutschen, häufig dem regionalen Dialekt Niederpreußisch und 13 % aus dem Litauischen, oft aus dem schemaitischen (niederlitauischen) Dialekt. Friedhelm Hinze untersuchte daneben eine Gruppe slawischer Lehnwörter aus dem Alltagsleben im Nehrungskurischen, teilweise ein Ergebnis sehr früher Kontakte aus Kurland zur Kiewer Rus, teilweise Beleg für das frühere Sprachgebiet bis in die Nähe von Danzig, denn nur hier waren slawische Sprachen vor dem 18. Jahrhundert Kontaktsprachen der Nachbarschaft und näheren Umgebung (Polnisch und Kaschubisch). Wolfgang P. Schmid beschrieb im lettischen Anteil der Lexik daneben (ähnlich den lettischen Dialekten in Kurland) einen Bestand alter Lehnwörter aus dem Altkurischen und aus der finno-ugrischen Sprache Livisch, eine historische nördliche Nachbarsprache in Kurland, die allmählich vom Kurländer Lettischen zurückgedrängt wurde (der letzte Muttersprachler des Livischen starb 2013).
Auch auf grammatischer Ebene zeigt Nehrungskurisch nach Schmid viele Merkmale einer verbundenen gemischten fusion language.

## Herkunft und Geschichte der Nehrungskuren

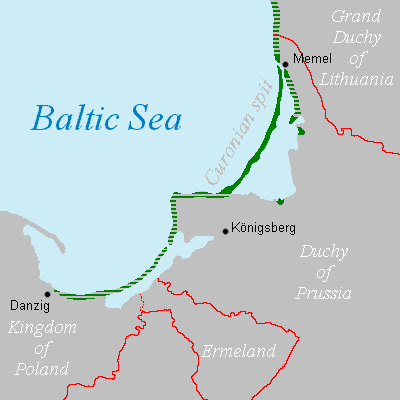
Sprachgebiet des Nehrungskurischen 1649

Die langen Grenzkriege zwischen dem Deutschen Orden, dem Königreich Polen und dem Großfürstentum Litauen verwüsteten die Grenzregionen beider Seiten. Sie wurden erst durch den Frieden vom Melnosee 1422 und endgültig durch den Zweiten Thorner Frieden 1466 beendet. Die preußisch-litauischen Grenzgebiete (West-Samogitien und Kleinlitauen) waren im 15. Jahrhundert weitgehend entvölkert. So ergab sich die Notwendigkeit, die fast entvölkerte „Große Wildnis“ im Norden, Osten, Süden und an der Küste des Deutschordensstaates Preußen allmählich wieder zu besiedeln. Nur die Zentralgebiete hatten eine konstante Besiedlung aus deutschsprachiger Bevölkerung, in die sich bis um 1700 auch die altpreußisch-westbaltische Bevölkerung assimilierte. Zur Wiederbesiedlung der „Großen Wildnis“ wurden neben deutschen Siedlern im 16. und 17. Jahrhundert vor allem im Norden und Osten litauische Bauern („Preußisch Litauen“) ins Land geholt. In den Süden kamen polnische Bauern („Masuren“), darunter viele protestantische Emigranten vor der katholischen Gegenreformation in Polen-Litauen.
An der Küste ließen sich Fischer nieder, die im 15. Jahrhundert entlang der Westküste Kurlands nach Süden gezogen waren, bis ins Samland. Diese „Kuren“ (nehrungskurisch: Kursenieki, lettisch: kursi, kurši) sprachen nicht mehr die alte, vermutlich westbaltische kurische Sprache, sondern mittellettische ostbaltische Dialekte, die bis zum 16. Jahrhundert durch den Zuzug aus Lettgallen und Semgallen die altkurische Sprache in Kurland verdrängt hatten.
Wie aus historischen Quellenauswertungen bekannt ist, breiteten sich die kurisch-lettischen Fischerdörfer vom 14. bis 17. Jahrhundert allmählich von Kurland an der Rigaer Bucht über die litauische Küste, die Kurische Nehrung und einige Dörfer an der Innenseite des Kurischen Haffs aus, dann über die Küste Samlands und das Frische Haff bis zur Küste östlich von Danzig. Die gesamte Meeresfischerei dieser Region lag im 17. Jahrhundert in der Hand kurischer Fischer. Nehrungskurisch wird deshalb oft auch als Soziolekt der Ostseefischer der Region charakterisiert, während die Bauern im Landesinneren deutsch, polnisch oder litauisch sprachen. Es gab seit 15./16. Jahrhundert auch einige Bauerndörfer abseits der Küste, die von kurischen Siedlern aus Kurland begründet und bewohnt wurden, die sich aber bis ins 18. Jahrhundert sprachlich in ihre litauische oder deutsche Umgebung assimiliert hatten.

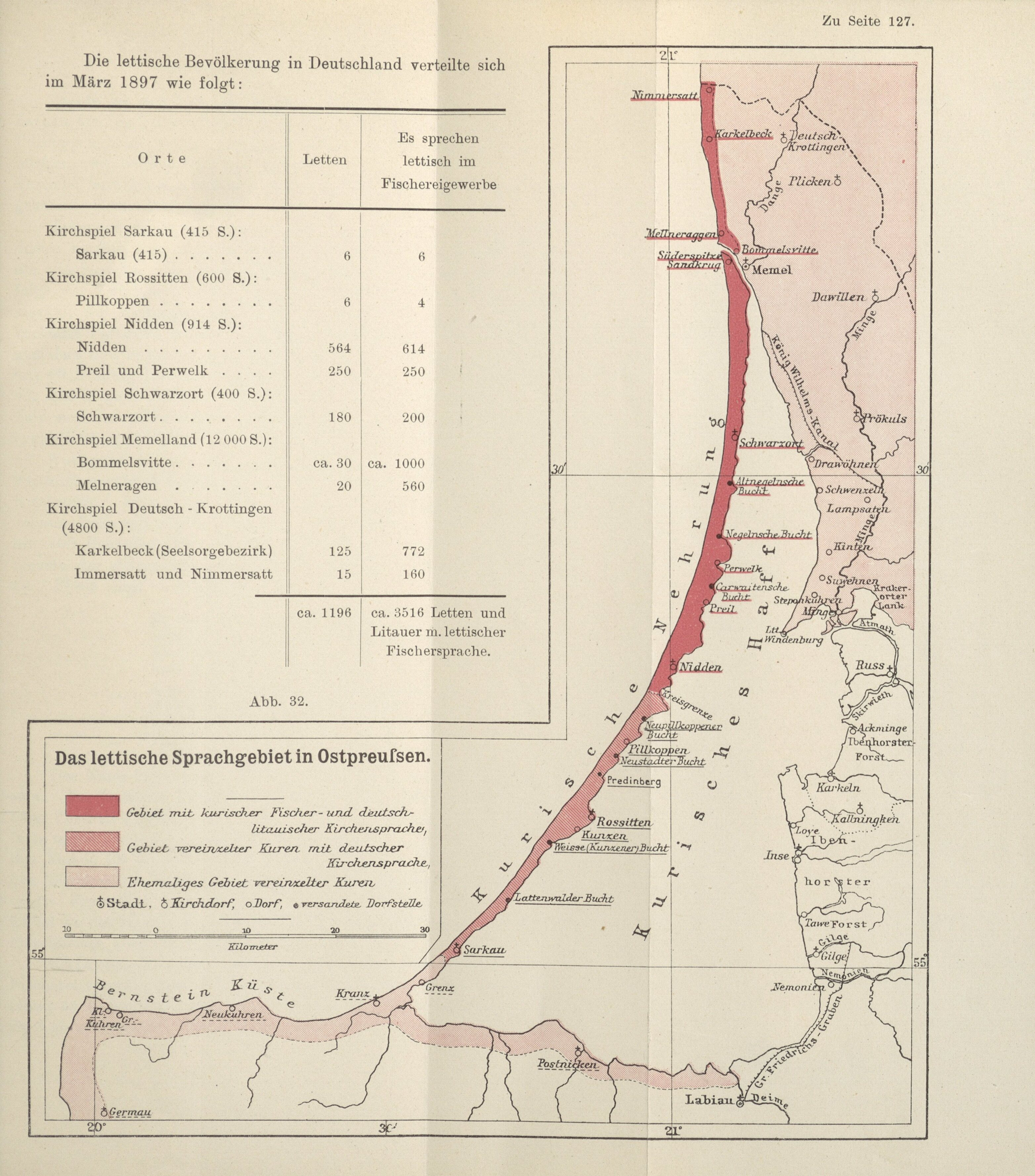
Nehrungskurische („lettische“) Bevölkerung im März 1897 mit Bevölkerungstabelle, unterschieden zwischen der lettischen/kurischen Bevölkerung allgemein (insgesamt 1196) und jener mit Fachsprache „im Fischereigewerbe“ (insgesamt 3516). Hellrot: ehemaliges Gebiet, mittelrot: „Gebiet vereinzelter Kuren“; rot: „Gebiet mit kurischer Fischersprache“. Die Fischerdörfer nördlich der Nehrung an der heute litauischen Festlandküste zeigten große Unterschiede zwischen wenigen Alltagssprechern und den zahlreichen Sprechern im Fischereigewerbe, auf der Kurischen Nehrung dagegen gab es kaum Differenzierungen.

Seit dem 17. Jahrhundert wurde Kurisch allmählich durch Ehen und Kontakte mit dem Hinterland assimiliert und zurückgedrängt. Außerdem war Nehrungskurisch (oder Lettisch) niemals die Kirchensprache der Predigten und Gebete in den evangelisch-lutherischen Kirchen der Region, sondern im Süden Deutsch, im Norden Litauisch. Es bildete sich in einigen Regionen die Sitte, dass die Männer auf ihren Fischzügen Kurisch sprachen, zu Hause wurde dagegen Deutsch oder Litauisch gesprochen. Viele Fachbegriffe der Seefischerei kamen in Preußen aus dem Kurischen, was die Klassifizierung als Soziolekt der Seefischer förderte. Allein in Fischerdörfern der Kurischen Nehrung blieb Kurisch bis zum Zweiten Weltkrieg eine allgemein verwendete Sprache. Im 19. Jahrhundert bildete sich deshalb die Bezeichnung „Nehrungskurisch“. Anfang der 1920er Jahre erhob Lettland kurzzeitig politische Ansprüche auf die abseits gelegene Nehrung, deren Sprache für lettische Besucher weitgehend verständlich war.
Nach dem Zweiten Weltkrieg galten bis 1947 sämtliche Bewohner der Fischerdörfer auf der Nehrung offiziell als Deutsche, darunter mindestens 245 Familien, die Kurisch sprachen. Im Zuge der Flucht und Vertreibung der Deutschen aus Ostpreußen wurden sie 1948 nach Westen vertrieben.

## Eine sterbende Sprache

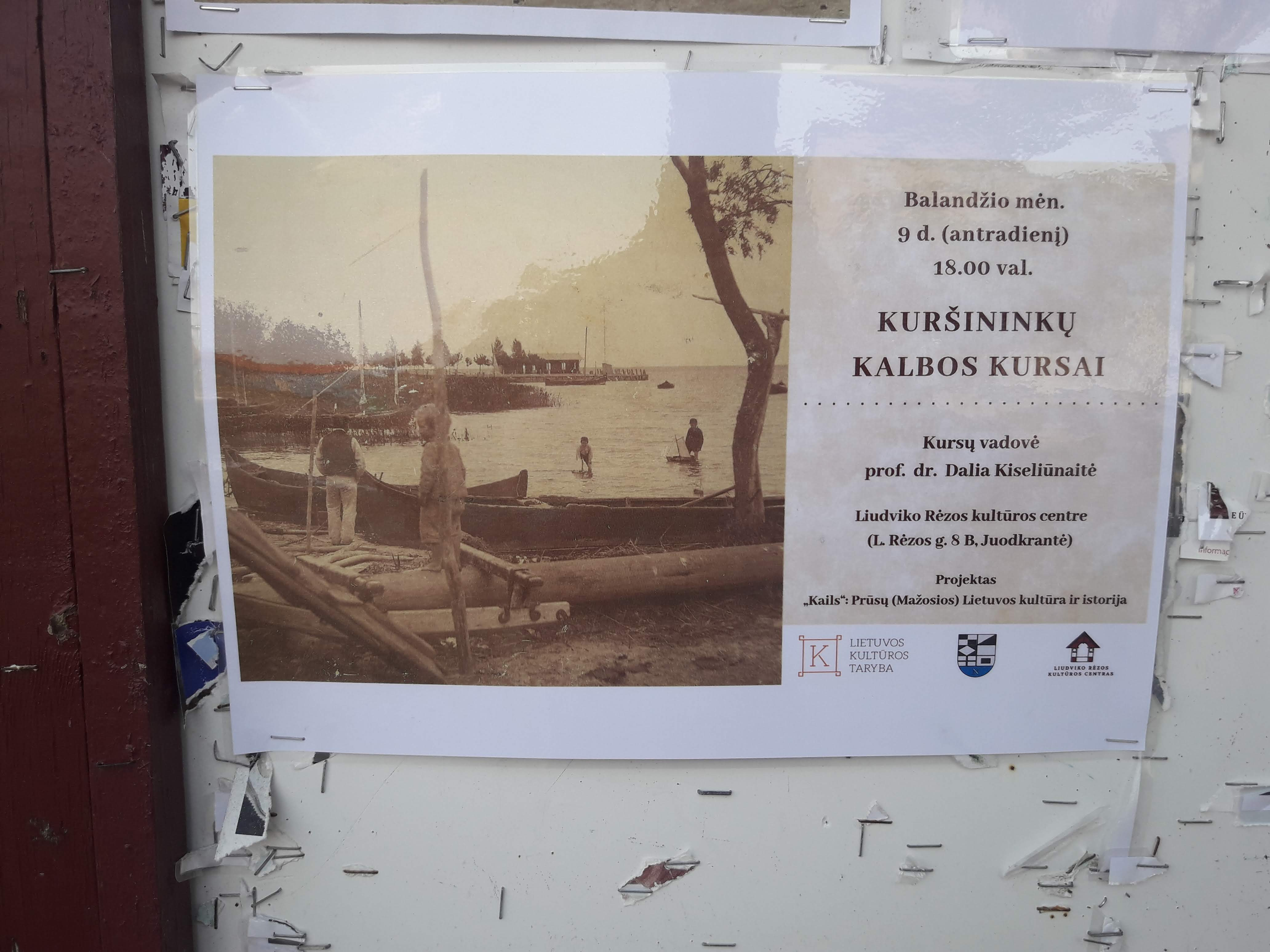
Aushang für einen Nehrungskurisch-Kurs von Dalia Kiseliūnaitė in Juodkrantė (Schwarzort) im April 2019.

Nach der Vertreibung lebten die meisten Muttersprachler in Deutschland. Richard Pietsch (1915–2007) aus Nidden, ehemals Pferdepostbote mit nur linker Hand am Einspänner, nach der Flucht Versicherungsvertreter und später in der Bundeswehrverwaltung tätig, reiste durch Deutschland und interviewte alte Fischer, die noch Nehrungskurisch sprachen. Seine Erinnerungen an die Heimat stellte Jens Sparschuh 2001 in einem Hörfunk-Feature zusammen. Einige Dokumentationen und Wörterbücher des Nehrungskurischen fertigte Pietsch gemeinsam mit dem Muttersprachler Paul Kwauka an.
Im Jahr 2002 wusste Pietsch noch von sieben weiteren Sprechern des Nehrungskurischen. Einige Nehrungskurisch-Sprecher, meistens Sprecherinnen, sind noch nach seinem Tod bekannt. So dokumentierten die Sprachwissenschaftlerinnen Arina Ivanickaya und Dalia Kiseliūnaitė von der Universität Klaipėda Nehrungskurisch 2015 mit der in Deutschland lebenden Sprecherin Herta Detzkait-Paul (geb. 1924 in Nidden, 1944 nach Westen geflüchtet). Publikationen aus Deutschland vernachlässigen oft, dass nicht alle Nehrungskuren nach dem Zweiten Weltkrieg in Deutschland lebten. Eine kleinere Gruppe von Familien, meistens Frauen und Kinder, kehrte nach 1948 auf die nun sowjetische Nehrung zurück, wo sie als autochthone evangelisch-lutherische Minderheit zwischen litauischen und russischen Neuzuwanderern lebten, allerdings wanderte die Mehrheit zwischen 1958 und 1960 nach einem westdeutsch-sowjetischen Auswanderungsabkommen wieder ab. Einzelne Kuren blieben aber aufgrund von Ehen mit den Neuzuwanderern, oder weil sowjetische Behörden die Auswanderung nicht genehmigten, auf der Nehrung. In einigen Familien, auch nördlich der Nehrung, sind zumindest rudimentäre Kenntnisse des Nehrungskurischen erhalten. Kiseliūnaitė erwähnte daneben 2016 zwei gelegentlich sprechende voll kompetente Muttersprachler (ein Ehepaar) in Deutschland und einen in Schweden sowie zwei Brüder namens Sakuth in Schweden, die die Sprache regelmäßig im Alltag sprechen. Noch mehr Personen haben noch eine eingeschränkte (Halbsprecher) oder passive Kenntnis des Nehrungskurischen.

## Sprachbeispiele
Das Vaterunser auf Kurisch:
Teve mūses, kur tu es danguj,

Garbiets ir taue vards.

Lai nāke taue karelīste.

Taue vale nuoase duoade ka is dange, ta ir us zeme.

Mūse diene maize duoade mums šuoadiene.

Ir paduoade mums mūse kalte,

Ka ir mes paduoadame mūsams kaltejams.

Ir nevede mums is pajundijuma,

Islidze mums nu piktume.

Tad taue ir ta kareliste un ta sile un ta šviesibe

Nu amžu lidz amžu. Amen
Zum Sprachvergleich mit den in Wortschatz, Satzbau und Grammatik teilweise deutlich verschiedenen altpreußischen, möglicherweise altkurischen, lettischen, litauischen und jatwingischen Vaterunser, siehe Sprachvergleich baltischer und finno-ugrischer Vaterunser.
Ein von Richard Pietsch im Deutsch-Kurischen Wörterbuch wiedergegebener Beispieltext:
Kuoa tie Laužes ede
(Essgewohnheiten)

Kad tie zvejes par labes saguvumes juoa dauge āspelnij, tap pirages cepte, tas jau pussvete tap uoazgrieste un duoate.
(Wenn die Fischer durch gute Fänge mehr verdienten, wurde auch Kuchen gebacken, der bereits am Sonnabend aufgeschnitten und gereicht wurde.)

Svedienes deve tad sāles rāpučes ar pečānes brādes, apvirtes gribes, tie rudina tap ielikte, va ieliktes bruklines lasete is kāpe meze.
(Sonntags gab es dann Salzkartoffeln mit Schweinebraten, gedünstete Pilze, die im Herbst eingelegt worden waren, oder eingelegte Preiselbeeren aus dem Nehrungswald.)

Ieliktes melines, kracines va aviečes deve nu kāde reze va us svediene pa edine.
(Eingemachte Blaubeeren, Brombeeren oder Himbeeren gab es nur zu besonderen Anlässen oder auf dem Sonntagspudding.)

### Wörterbücher
- Paul Kwauka, Richard Pietsch: Kurisches Wörterbuch. Camen, Berlin 1977, ISBN 3-921515-03-3 (= Schriftenreihe Nordost-Archiv, Band 13).
- Richard Pietsch: Deutsch-Kurisches Wörterbuch (= Schriftenreihe Nordost-Archiv, Band 33). Nordostdeutsches Kulturwerk, Lüneburg 1991, ISBN 3-922296-60-2.

### Veröffentlichungen in kurischer Sprache
- Richard Pietsch: Fischerleben auf der Kurischen Nehrung. Dargestellt in kurischer und deutscher Sprache. Herausgegeben von Friedrich Scholz Nordostdeutsches Kulturwerk, Lüneburg 1982 (= Schriftenreihe Nordost-Archiv, Band 20).

### Handbuchartikel
- Harald Haarmann: Kurisch. In: Miloš Okuka, Gerald Krenn (Hrsg.): Lexikon der Sprachen des europäischen Ostens. Klagenfurt 2002, ISBN 3-85129-510-2, S. 957 (= Wieser Enzyklopädie des europäischen Ostens, Band 10) (uni-klu.ac.at online) auf der Internetseite der Enzyklopädie des europäischen Ostens.
- Franz Tetzner: Die Kuren in Preußen. In: Globus, Band LXXV, Nr. 6, vom 4. Februar, Braunschweig 1899, S. 89-96 (Google Books).

### Sprachwissenschaftliche Untersuchungen
- Wolfgang P. Schmid, in Zusammenarbeit mit I. Bernowskis (Hrsg.): Nehrungskurisch. Sprachhistorische und instrumentalphonetische Studien zu einem aussterbenden Dialekt. (= Abhandlungen der Geistes- und Sozialwissenschaftlichen Klasse. Akademie der Wissenschaften und der Literatur Mainz). Franz Steiner Verlag, Stuttgart
  - Band 1: 1989, ISBN 3-515-05445-6.
  - Band 2: 1995. ISBN 3-515-06758-2.
  - Band 3: 1999, ISBN 3-515-07475-9.
- Christliebe El Mogharbel: Nehrungskurisch, Dokumentation einer moribunden Sprache. Hector, Frankfurt am Main 1993, ISBN 3-9801832-8-9.